# Ватсутхат
Ват Сутхат (тайск. วัดสุทัศนเทพวราราม) — буддийский храм в Бангкоке, Таиланд. Это королевский храм, один из десяти подобных храмов в Бангкоке (23 в Таиланде). Строительство было начато королем Рамой I в 1807 году. Вначале он назывался «Ват Маха Суттават» (วัดมหาสุทธาวาส) и располагался в комбретумовой роще. Дальнейшее строительство и украшение храма осуществлял король Рама II, однако строительство храма было завершено только во время правления короля Рамы III в 1847 или 1848 году. На нижней террасе основания расположены 28 китайских пагод, которые символизируют 28 Будд, родившихся на этой земле.
В 2005 году храм был представлен ЮНЕСКО на рассмотрение в качестве будущего объекта Всемирного наследия .

## Прета Ват Сутхат
Храм датируется началом королевства Раттанакосин. В то время ходила легенда, что ночью перед храмом появлялась прета (разновидность нежити в буддийских и сиамских верованиях, часто изображаемая как высокий голодный призрак с худым телом, издающий страшный воющий крик). На одной из фресок в зале посвящения этого храма также изображена прета, лежащая, чтобы быть напоеной монахами. Это привело к появлению поговорки «Прет Ват Сутхата», часто в сочетании с «Раенг Ват Сакет» («стервятники Ват Сакета»). Перед храмом возвышается индуистское сооружение Сао Чингча, или Гигантские качели.
В храме находится созданная в XIV веке статуя Будды, окруженная изображениями его последних 24 жизней. Внутренний двор уставлен статуями учёных и моряков, привезенных в качестве балласта на рисовых лодках.
Считается, что резьбу на двери наносил сам король Рама II.

## Галерея
- В вихаре хранится святилище Пхра Си Шакьямуни, также известное своими изысканными фресками.
- Пхра Будда Трилокачет
- Интерьер вихары
- Phra ubosot или Зал посвящения
- Интерьер Пхра Убосот
- Ват Сутхат (слева) с гигантскими качелями (справа)